# 普雷斯堡路

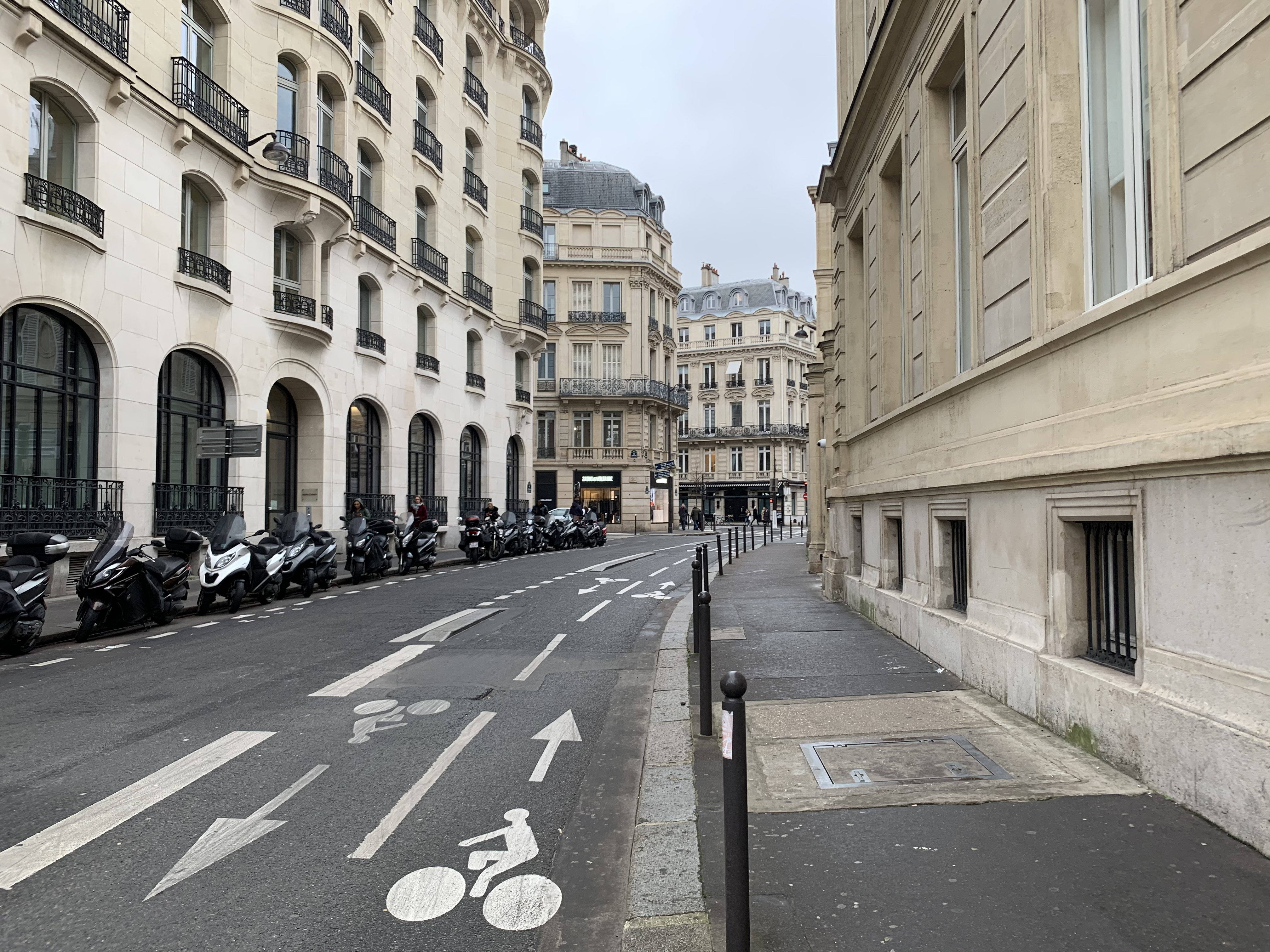

普雷斯堡路（Rue de Presbourg）是巴黎第八区和十六区的一条街道，1864年以拿破仑在1805年的外交胜利普雷斯堡和约命名，与蒂尔西特路（Rue de Tilsitt）构成环绕戴高乐广场外围的环形道路。
48°52′20″N 2°17′41″E / 48.8722°N 2.2947°E